# Chromian sodu
Chromian sodu, Na2CrO4 – nieorganiczny związek chemiczny, sól kwasu chromowego i sodu, jeden z najważniejszych przemysłowo związków chromu.

## Otrzymywanie
Czysty chromian sodu otrzymuje się zazwyczaj w reakcji dichromianu sodu z wodorotlenkiem sodu w ilościach stechiometrycznych:
Na
2Cr
2O
7 + 2NaOH → 2Na
2CrO
4 + H
2O
Następnie produkt krystalizuje się lub przeprowadza w ciało stałe przez odparowanie aerozolu.

## Właściwości
W temperaturze pokojowej jest to jasnożółte ciało krystaliczne. Dobrze rozpuszcza się w wodzie, tworząc lekko zasadowe roztwory. Krystalizuje w układzie rombowym. Występuje w postaci trzech hydratów: czterowodny, sześciowodny i dziesięciowodny. Topi się w temp. 792–794 °C i rozkłada się przed osiągnięciem temperatury wrzenia. Jest silnym utleniaczem i jest higroskopijny. Chromian sodu, podobnie jak inne sole chromu sześciowartościowego, ma właściwości rakotwórcze.

## Zastosowanie
Chromian sodu jest półproduktem podczas otrzymywania dichromianu sodu z chromitu:
FeCr
2O
4 + 8Na
2CO
3 + 7O
2 → 8Na
2CrO
4 + 2Fe
2O
3 + 8CO
2
Proces prowadzi się w temperaturze >1000 °C. Uzyskany chromian rozpuszcza się i przeprowadza w dichromian jedną z dwóch metod:
1. Zakwaszenie kwasem siarkowym:
2Na
2CrO
4 + H
2SO
4 → Na
2Cr
2O
7 + Na
2SO
4 + H
2O
Produktem ubocznym reakcji jest siarczan sodu, który wytrąca się z roztworu. Jego produkcja przemysłowa na tej drodze jest znacząca, np. pod koniec lat 80. XX w. w Europie Zachodniej i USA wynosiła łącznie blisko 200 tys. ton rocznie.
2. Za pomocą dwutlenku węgla:
2Na
2CrO
4 + H
2O + 2CO
2  ⇄  Na
2Cr
2O
7 + 2NaHCO
3
W celu przesunięcia równowagi w prawą stronę reakcję prowadzi się pod ciśnieniem 7–15 atm.
Jest stosowany jako inhibitor korozji w przemyśle naftowym i jako substancja pomocnicza do barwienia tekstyliów, a także jako impregnat do drewna oraz w diagnostyce farmaceutycznej – w celu ustalenia objętości krwinek czerwonych.
Można go też wykorzystać do otrzymywania pigmentów, np. żółtego chromianu ołowiu(II), PbCrO
4, lub zielonego tlenku chromu(III):
4Na
2CrO
4 + 6S + H
2O  →  2Cr
2O
3↓ + 2NaOH + 3Na
2S
2O
3